# Centre de recherche tibétologique de Chine

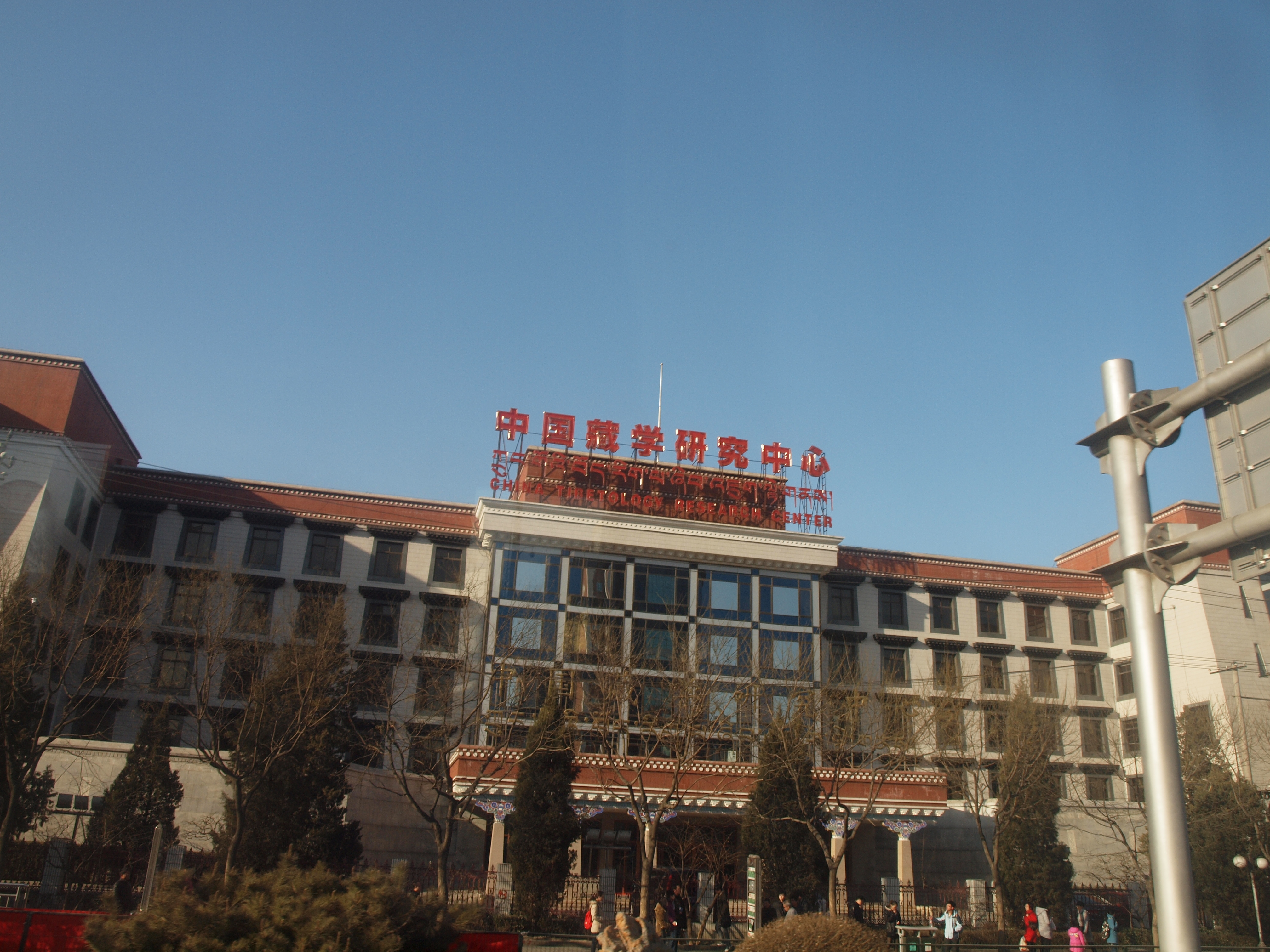
Le Centre de recherche tibétologique de Chine à Pékin

Le Centre de recherche tibétologique de Chine (chinois : 中国藏学研究中心 ; pinyin : zhōngguó zàngxué yánjiū zhōngxīn ; tibétain : ཀྲུང་གོའི་བོད་རིག་པ་ཞིབ་འཇུག་ལྟེ་གནས།, THL : trung gö bö rigpa shyib juk té né) est un centre national chinois de tibétologie situé à Pékin et fondé le 20 mai 1986 par le parti communiste chinois. Le premier directeur général du Centre fut Dorje Tseten, qui, de 1983 à 1985, fut président du comité populaire de la région autonome du Tibet. An Qiyi en est l'actuel chef du Comité du Parti et directeur adjoint. Il est notamment spécialisé dans le bouddhisme tibétain et le bön.

## Composition
Le centre comprend cinq instituts :
- l'Institut des études sociales et économiques,
- l'Institut des études historiques,
- l'Institut des études religieuses,
- l'Institut des études tibétaines contemporaines,
- l'Institut des études de médecine tibétaine.

En outre, le Centre gère une maison d'édition, un bureau de préparation d'une nouvelle édition du Tripitaka tibétain à Chengdu, un centre médical et une bibliothèque. Son organe officiel est publié en chinois, en anglais (China Tibetology) et en français (La Tibétologie de Chine).
Le Centre de recherche tibétologique de Chine dépend du Département du travail du Front uni du Comité central du parti communiste chinois,. Selon Charles Burton, professeur agrégé de science politique à l’Université Brock, son rôle principal est de s'engager dans une « diplomatie douce » pour que les étrangers sympathisent avec les déclarations du gouvernement chinois selon lesquels le Tibet est dirigé par les Chinois Han depuis longtemps et qu'en conséquence les demandes tibétaines d'autonomie sont illégitimes.

## Liste des directeurs

### Directeurs généraux
- Dorje Tseten
- Lhagpa Phuntshogs[10]

### Directeurs de l'Institut des études historiques
- Chen Qingying, directeur de l’Institut de recherches historiques dépendant du Centre[11].
- Zhang Yun[12].
- Zhou Yuan[13]

## Prises de position du centre

### Déclarations sur les troubles au Tibet en 2008
Selon Maureen Fan, des experts du Centre de recherche tibétologique de Chine ont fait écho aux dirigeants chinois en accusant le dalaï-lama d'avoir délibérément déclenché les troubles au Tibet en 2008 pour séparer le Tibet de la Chine et saboter les Jeux Olympiques de Pékin.
Toutefois, Lhagpa Phuntshogs, directeur général du Centre, a déclaré que même s'il croyait que les émeutes de Lhassa étaient « soigneusement préméditées et organisées par la clique du dalaï-lama, « si le dalaï-lama abandonne sa position séparatiste, arrête toutes les activités séparatistes et reconnaît le Tibet et Taïwan comme faisant partie de la Chine, la porte de consultation et de dialogue entre lui et le gouvernement central est toujours ouverte ».

### Déclarations de chercheurs sur l'immolation de Tibétains depuis mars 2011
En décembre 2011, Zhang Yun, un chercheur du Centre, a déclaré « Ces immolations ont mis en question non seulement l'obéissance de ces monastères aux préceptes fondamentaux du bouddhisme, mais aussi s'ils occupaient le plus bas échelon moral que puisse atteindre l'être humain ».
Le 29 mars 2012, Tenzin Lhundrup et Lian Xiangmin, deux chercheurs du Centre, déclarent que les auto-immolations violent les principes fondamentaux du bouddhisme tibétain.